# Erebia pupillifera
Erebia pupillifera är en fjärilsart som beskrevs av Vincenz Kollar 1938. Erebia pupillifera ingår i släktet Erebia och familjen praktfjärilar. Inga underarter finns listade i Catalogue of Life.